# Trou Barbet River
Der Trou Barbet River (dt.: „Loch von Barbet-Fluss“) ist ein Fluss an der Südküste der Karibikinsel St. Lucia.

## Geographie
Der Fluss entspringt im Hochland des Quarters Choiseul und verläuft in südlicher Richtung. Auf dem Höhenrücken westlich seiner Schlucht verläuft der Laborie-Vieux Fort-Highway nach Norden. Der Trou Barbet mündet westlich von Choiseul in der Choiseul Bay in den Atlantik.
Die benachbarten Flüsse sind der Trou Marc River im Westen und der Choiseul River bei Choiseul im Osten. Zwischen Trou Marc und Trou Barbet münden noch weitere unbenannte Bäche in den Atlantik.